# Kragtrapp
Kragtrapp (Chlamydotis macqueenii) är en hotad fågel i familjen trappar som förekommer i västra Asien. Den förekommer från Nildalen i Egypten österut till Kina. Tidigare behandlades kragtrappen och ökentrappen som en och samma art. Arten tros minska kraftigt i antal på grund av förföljelse och habitatförstörelse. Den anses därför som utrotningshotad och placeras av IUCN i hotkategorin sårbar.

## Utseende och läte
Kragtrappen mäter cirka 60 centimeter lång och har ett vingspann på cirka 140 centimeter. Honan är något mindre än hanen. Fågeln är brun på ovansidan och vit på undersidan, samt har en svart rand längs sidorna av halsen. 
Den är mycket lik nära släktingen ökentrappen, men denna skiljer sig huvudsakligen genom svarta inslag i sina huvudfjädrar som den under spelet fäller fram över näbben, medan kragtrappens är helvita och reses som en tofs. Den är också något kraftigare fläckad ovan på en mer rödbrun botten. Det sällan hörda spellätet skiljer sig också. Istället för kragtrappens djupa hoanden hörs en lång serie med knackande maskinliknande ljud, 25-40 stavelser på tolv till 18 sekunder.

## Utbredning och systematik
Kragtrappen häckar lokalt från östra delen av Nildalen i Egypten, på Arabiska halvön, i Pakistan, Mongoliet och Kina. Merparten är flyttfåglar där populationen från Turkmenistan och österut övervintrar i Indien, Pakistan, Iran och delar av Mellanöstern, medan den mindre populationen på Arabiska halvön till största delen är stannfåglar som möjligen flyttar kortare sträckor vid dålig tillgång på föda. 

### Kragtrappen i Europa
Kragtrappen är en mycket sällsynt gäst i Europa. I Sverige har den påträffats tre gånger: i Gräsgård på Öland 1847, Gävunda i Dalarna 1933 samt Ottenby på Öland 1974.

### Släktskap
Tidigare kategoriserades detta taxon som en underart till C. undulata. Efter uppdelningen fick taxonet macqueenii behålla det svenska trivialnamnet kragtrapp medan undulata tilldelades trivialnamnet ökentrapp.

## Levnadssätt
Fågeln förekommer i sandöken och andra sandiga torra miljöer. Den lägger två till fyra ägg direkt på marken. Kragtrappen är omnivor och äter frön, insekter och andra smådjur.

## Status och hot
Internationella naturvårdsunionen kategoriserar arten som sårbar. Världspopulationen uppskattades 2014 till endast 50 000–100 000 individer. Den minskar dessutom kraftigt i antal på grund av habitatförstörelse och jakt. Den fångas också in i Pakistan och Iran för vidare transport till Arabiska halvön där den används för att träna falkenerarfalkar.

## Namn
Vem Macqueen var som hedras med artens vetenskapliga namn macqueenii är något av ett mysterium. Den har på svenska också kallats asiatisk kragtrapp.